# キートン (小惑星)
キートン（英語：2712 Keaton）は、小惑星帯に位置する小惑星。1937年11月26日、ハンガリーの天文学者クリン・ジェルジュがブダペストで発見した。
アメリカ合衆国の喜劇俳優バスター・キートンから命名された。